# Ordinariato militare in Belgio
L'ordinariato militare in Belgio è un ordinariato militare della Chiesa cattolica per il Belgio. È retto dall'arcivescovo Luc Terlinden.

## Organizzazione
Sede dell'ordinariato militare è la città di Bruxelles, dove si trova la cattedrale di Saint Jacques-sur-Coudenberg.

## Storia
Il vicariato castrense in Belgio fu eretto il 7 settembre 1957 con il decreto Lectissimis militum della Congregazione Concistoriale.
Il 21 aprile 1986 il vicariato castrense è stato elevato ad ordinariato militare con la bolla Spirituali militum curae di papa Giovanni Paolo II.
Fin dalla sua istituzione, l'ufficio di ordinario militare in Belgio è affidato all'arcivescovo di Malines-Bruxelles.

## Cronotassi dei vescovi
Si omettono i periodi di sede vacante non superiori ai 2 anni o non storicamente accertati.
- Jozef-Ernest Van Roey † (1957 - 6 agosto 1961 deceduto)
- Leo Jozef Suenens † (24 novembre 1961 - 1979 ritirato)
- Godfried Danneels † (15 settembre 1980 - 27 febbraio 2010 ritirato)
- André-Joseph Léonard (27 febbraio 2010 - 6 novembre 2015 ritirato)
- Jozef De Kesel (6 novembre 2015 - 28 giugno 2023 ritirato)
- Luc Terlinden, dal 28 giugno 2023

## Statistiche
| anno | presbiteri | presbiteri | presbiteri | diaconi | religiosi | religiosi | parrocchie |
| anno | totale     | secolari   | regolari   | diaconi | uomini    | donne     | parrocchie |
| ---- | ---------- | ---------- | ---------- | ------- | --------- | --------- | ---------- |
| 1997 | 32         | 24         | 8          |         | 8         |           |            |
| 2000 | 38         | 29         | 9          |         | 9         |           |            |
| 2001 | 24         | 19         | 5          |         | 5         |           |            |
| 2002 | 22         | 17         | 5          |         | 5         |           |            |
| 2003 | 19         | 14         | 5          |         | 5         |           |            |
| 2004 | 21         | 17         | 4          |         | 4         |           |            |
| 2013 | 11         | 10         | 1          |         | 1         | 1         | 1          |
| 2016 | 10         | 9          | 1          |         | 1         | 1         | 1          |
| 2019 | 6          | 5          | 1          | 3       | 1         |           | 1          |
| 2021 | 6          | 6          |            | 4       |           |           | 1          |
| 2023 | 6          | 6          |            | 4       |           |           | 1          |